# Сент-Джеймс (приход, Луизиана)
Сент-Джеймс (англ. Saint James Parish) или Сен-Жак (фр. Paroisse de Saint-Jacques) — приход штата Луизиана, США. Официально образован в 1807 году. По состоянию на 2010 год, численность населения составляла 22 102 человека.

## География
По данным Бюро переписи США, общая площадь прихода равняется 668,221 км2, из которых 626,781 км2 — суша, и 41,440 км2, или 6,400 %, — это водоёмы.

## Население
По данным переписи населения 2000 года на территории прихода проживает 21 216 жителей в составе 6 992 домашних хозяйства и 5 551 семья. Плотность населения составляет 33,00 человек на км2. На территории прихода насчитывается 7 605 жилых строений, при плотности застройки около 12,00-ти строений на км2. Расовый состав населения: белые — 49,99 %, афроамериканцы — 49,38 %, коренные американцы (индейцы) — 0,09 %, азиаты — 0,05 %, гавайцы — 0,00 %, представители других рас — 0,12 %, представители двух или более рас — 0,37 %. Испаноязычные составляли 0,61 % населения независимо от расы.
В составе 38,90 % из общего числа домашних хозяйств проживают дети в возрасте до 18 лет, 55,30 % домашних хозяйств представляют собой супружеские пары, проживающие вместе, 19,30 % домашних хозяйств представляют собой одиноких женщин без супруга, 20,60 % домашних хозяйств не имеют отношения к семьям, 18,40 % домашних хозяйств состоят из одного человека, 7,70 % домашних хозяйств состоят из престарелых (65 лет и старше), проживающих в одиночестве. Средний размер домашнего хозяйства составляет 3,00 человека, и средний размер семьи 3,43 человека.
Возрастной состав прихода: 29,50 % — моложе 18 лет, 9,80 % — от 18 до 24, 28,10 % — от 25 до 44, 21,40 % — от 45 до 64, и 21,40 % — от 65 и старше. Средний возраст жителя прихода — 34 лет. На каждые 100 женщин приходится 93,10 мужчин. На каждые 100 женщин старше 18 лет приходится 89,40 мужчин.
Средний доход на домохозяйство прихода составлял 35 277 USD, на семью — 41 751 USD. Среднестатистический заработок мужчины был 37 487 USD против 21 712 USD для женщины. Доход на душу населения составлял 14 381 USD. Около 18,00 % семей и 20,70 % общего населения находились ниже черты бедности, в том числе — 27,70 % молодёжи (тех, кому ещё не исполнилось 18 лет) и 15,10 % тех, кому было уже больше 65 лет.